# Onitis denticoxa
Onitis denticoxa là một loài bọ cánh cứng trong họ Bọ hung (Scarabaeidae).